# Carsten Guhr
Carsten Guhr (* 24. Februar 1979 in Räckelwitz) war bis zur Eingemeindung in die Stadt Pulsnitz am 1. Januar 2009 Bürgermeister von Oberlichtenau. Nach seiner Wahl mit 92 % der Stimmen im Jahre 2002 wurde er mit 22 Jahren der jüngste Bürgermeister Deutschlands, nachdem er im Rahmen eines Studiums der Landes- und Kommunalverwaltung bereits ein Praktikum in der Gemeindeverwaltung absolviert hatte. Damals befand er sich mitten im Examen.
Er war und ist jahrelang aktiv in der Sportgemeinschaft des kleinen Ortes in Sachsen, unweit von Dresden.

## Leben
Carsten Guhrs Vater, Johannes Guhr, war von Beruf Maurer und verstarb bereits vor der Geburt des Sohnes. Seine Mutter, Edith Guhr, wurde am 1. April 1948 in Berlin geboren, wo sie später auch Johannes Guhr kennenlernte.
Nach ersten Kindheitsjahren in Oberlichtenau bekam Carsten Guhr mit 9 Jahren die Möglichkeit, auf die Kinder- und Jugendsportschule (KJS) der Deutschen Hochschule für Körperkultur (DHfK) in Leipzig zu wechseln und Kunstturner zu werden. Zur damaligen Zeit erregte dieser Gang Aufsehen, da es eine ungewöhnliche Ausnahme war, dass jemand direkt von einer Schul-Sport-Gemeinschaft auf die KJS wechseln konnte, ohne zuvor ein Trainingszentrum absolviert zu haben.
Carsten Guhr absolvierte 1995 die Mittelschule in Oberlichtenau und schloss mit Auszeichnung und Realschulabschluss ab. Danach wechselte er an das Berufliche Gymnasium in Kamenz und besuchte dort für 3 Jahre den Bereich Wirtschaft. Im Jahre 1998 legte er dort sein Abitur ab und bewarb sich an der Fachhochschule der Sächsischen Verwaltung in Meißen für den Studiengang Landes- und Kommunalverwaltung.
Das Studium schloss er 2002 mit dem Staatsexamen ab und bekam 2003 nach erfolgreicher Diplomierung den Grad „Diplom-Verwaltungswirt (FH)“ verliehen. Seine Diplomarbeit mit dem Thema „Verwaltungsgemeinschaft Pulsnitz“ schrieb er bereits als Bürgermeister.